# Fernando de Mendonça
Fernando de Mendonça (Guaramiranga, 2 de dezembro de 1924) é um engenheiro eletrônico e pesquisador brasileiro, fundador e primeiro diretor do Instituto Nacional de Pesquisas Espaciais (INPE).

## Carreira
Natural de Guaramiranga se mudou aos seis anos para capital Fortaleza, fez seus estudos no Liceu do Ceará e cursou aviação civil no Aeroclube, após receber a licença para pilotar, iniciou o curso de instrutor de aviação.
Fernando de Mendonça foi aviador da Força Aérea Brasileira, ingressando em 1943 na Base Aérea do Galeão. Realizou um treinamento de dois anos entre 1943 e 1945 da Força Aérea Naval dos Estados Unidos, com o objetivo de servir no Japão na Segunda Guerra Mundial, o que acabou não ocorrendo. Em 1954, ingressou no curso de Engenharia Eletrônica do Instituto Tecnológico de Aeronáutica (ITA). Graduou-se em dezembro de 1958, com menção honrosa summa cum laude, atribuída a alunos com uma média superior a 9,5 em todas as matérias. Fez doutoramento em Radiociências na Universidade de Stanford nos EUA, onde recebeu o grau de PhD.
Como representante do CNPq junto à NASA, nos Estados Unidos, manteve contatos fundamentais para o desenvolvimento do Programa Espacial Brasileiro e a futura fundação do INPE. Mendonça ocupou o cargo de Diretor Científico do Grupo de Organização da Comissão Nacional de Atividades Espaciais (GOCNAE), criado em 1961 pelo presidente Jânio Quadros, e considerado o embrião do INPE. Quando da fundação oficial do INPE, em 1971, Fernando de Mendonça tornou-se o seu primeiro Diretor.
Em 1977, após deixar o INPE, Mendonça foi diretor executivo da Comissão Nacional de Energia Nuclear, até o ano de 1982.
O auditório do Laboratório de Integração e Testes do INPE foi batizado de "Auditório Fernando de Mendonça" em sua homenagem. Em 2019 foi agraciado com o troféu Sereia de Ouro. Em 2021 recebeu o título Comendador da Ordem do Mérito Aeronáutico. Em 2025 recebeu o título de Doutor Honoris Causa do ITA.